# There's Something About Ashley
There's Something About Ashley är en dokumentär som släpptes av Warner Bros. Records, som handlar om skådespelaren och artisten Ashley Tisdale. DVD:n släpptes den 13 november 2007 I USA. På dvd:n finns tre musikvideor från debutalbumet Headstrong  och en dokumentär om arbetet kring. Musikvideorna är "He Said, She Said", "Not Like That", och  "Suddenly". 

## Material på There's Something About Ashley
- There's Something About Ashley (12:07) -

1. Tisdale pratar i mobiltelefon (Intro)
2. "He Said She Said" (Musikvideo)
3. Tisdale med Jennifer i hennes sovrum
4. "Not Like That" (Musikvideo)
5. "Suddenly" (Musikvideo)
6. Josh Henderson och Tisdale (avslut)

- Livet som Ashley Tisdale (45:00) – Ashleys tankar om skapandet av Headstrong  (45 minuter)

1. " Intro"
2. "Inspelning av Be Good to Me" (syns gör även Kara DioGuardi)
3. "Album fotografering
4. "Hund problem" ( syns gör även Kara DioGuardi)
5. "Spela boll" ( syns gör även Brenda Song och Jennifer Tisdale)
6. "Inspelning av He Said She Said" * (syns gör även Jonathan Rotem och Evan "Kidd" Bogart)
7. "Homecoming"
8. "The Hair"
9. "Laguna Beach" ( syns gör även Jennifer Tisdale)
10. "High School Musical övning" ( syns gör även Corbin Bleu)
11. "Första live framträdandet ( syns gör även Corbin Bleu)
12. "Thanksgiving Day Parade"
13. "Möter Jessica Simpson"
14. "Inspelning av musikvideo" ( syns gör även Scott Speer, Jennifer Tisdale och Josh Henderson)
15. "St. Louis
16. "Albumet släpps "
17. "Signera CD "
18. "Total Request Live" ( syns gör även Vanessa Minnillo)
19. "Avslut"

## Skådespelare och besättning
Skådespelare
1. Ashley Tisdale (från The Suite Life of Zack and Cody, High School Musical och Picture This)
2. Jennifer Tisdale (från Bring It On: In It to Win It)
3. Josh Henderson (från Desperate Housewives)

Besättning

Regissör – Scott Speer

Producent – Alison Foster

Executiv Producent – Denise A. Williams

Executiv Producent – David Grant

Produktionsledare – Julie Di Cataldo

Asst. Produktionsledare – Sharonda Starks

Producentens assistent – Mike Estrella

Regissörsassistent – Saleem Beaseley

Fotograferingsregissör  – Omer Ganai

Chefselektriker – Mark Lindsay

El – Mattai

El – Rudy Covarrubias